# NGC 983
NGC 983 (ook: NGC 1002) is een balkspiraalstelsel in het sterrenbeeld Driehoek. Het hemelobject werd op 13 december 1871 ontdekt door de Franse astronoom Édouard Jean-Marie Stephan.

## Synoniemen
- PGC 10034
- UGC 2133
- MCG 6-6-70
- ZWG 523.79
- IRAS02358+3424